# Pridvorica (Gacko, BiH)
Pridvorica je naseljeno mjesto u općini Gacko, Republika Srpska, BiH.

## Povijest
- Pokolj u Pridvorici

## Stanovništvo

### 1991.
Nacionalni sastav stanovništva 1991. godine, bio je sljedeći:
ukupno: 13
- Muslimani - 13 (100%)

### 2013.
Na popisu 2013. godine bilo je bez stanovnika.

## Poznate osobe
- Blagoje Adžić